# Дзивнув (гмина)
Дзивнув (пол. Dziwnów) — гмина (волость) в Польше, входит как административная единица в Каменьский повет, Западно-Поморское воеводство. Население — 4196 человек (на 2005 год). В состав входят город Дзивнув, деревни Дзивнувек, Лукенцин и Мендзиводзе. Граничит с гминами Волин, Камень-Поморски, Реваль, Свежно.